# Pelham Racquet Club Women's $25K Pro Circuit Challenger 2012
Il Pelham Racquet Club Women's $25K Pro Circuit Challenger 2012 è stato un torneo di tennis facente parte della categoria ITF Women's Circuit nell'ambito dell'ITF Women's Circuit 2012. Il torneo si è giocato a Pelham (Alabama) negli Stati Uniti dal 9 al 15 aprile 2012 su campi in terra rossa e aveva un montepremi di $25,000.

## Vincitori

### Singolare
Heidi El Tabakh ha battuto in finale  Edina Gallovits-Hall con il punteggio di 3–6, 6–2, 6–4

### Doppio
Julie Coin /  Marie-Ève Pelletier hanno battuto in finale  Elena Bovina /  Ekaterina Byčkova con il punteggio di 7–5, 6–4